# Крістіан Шварц-Шиллінг
Крістіан Шварц-Шиллінг (нім. Christian Schwarz-Schilling; нар. 19 листопада 1930, Інсбрук, Австрія) — німецький політик (ХДС), підприємець, меценат і новатор засобів масової інформації та телекомунікації. Він є сином композитора Рейнхарда Шварца-Шиллінга і одружений з письменницею Марі-Луїзою Шварц-Шиллінг, з якою він має двох дітей. Він є католиком. З 1982 до 1992 — федерального міністр пошт і телекомунікацій. Між 2006 і 2007 він був Верховним представником по Боснії і Герцеговині.